# PGC 213743
LEDA/PGC 213743 ist eine Galaxie im Sternbild Löwe auf der Ekliptik, die schätzungsweise 306 Millionen Lichtjahre von der Milchstraße entfernt ist. Im selben Himmelsareal befinden sich u. a. die Galaxien NGC 3417, NGC 3427, NGC 3436, NGC 3439.